# Вулиця Драгоманова (Луцьк)
Ву́лиця Драгома́нова — одна зі старовинних вулиць історико-культурного заповідника «Старий Луцьк», яка починається від вулиці Данила Галицького на майдані Ринок і тягнеться через весь заповідник до річки Стир. 
Це була головна вулиця середньовічного Луцька, яка знаходилася на власне міській (незамковій) території, об'єднувала кілька культових споруд, дві головні переправи (з двома вежами та трьома мостами) через річки Стир та Глушець у місто та внутрішньоміську переправу з мостом до Окольного замку, і проходила через майдан Ринок. В усі часи це був престижний район проживання багатих міщан. 
Зараз на вулиці розташовано чимало пам'яток архітектури, зокрема Домініканський монастир, та одні з найстаріших луцьких кам'яниць, серед яких аптека Злоцьких та інші. Вулиця виконує роль однієї з композиційних осей північ-південь заповідника.

## Історія

### В епоху Середньовіччя. Поява вулиці
Найдавніші культурні нашарування на ділянці, де зараз проходить центральна частина вулиці, походять із VIII—IX століть. Під час археологічних розкопок була знайдена кераміка та житло каркасно-стовпової конструкції вказаного періоду. На глибині 7 м від сучасної поверхні у 1992 році була знайдена ліпнина з ранньогончарною керамікою. Для даного шару властивий річковий піщаний намив, що вказує на підтоплення ділянки. В цей період спостерігалося загальне зволоження клімату та часті річкові повені. Напрям, уздовж якого згодом утворилася міська вулиця, почав формуватися, імовірно, у Х столітті, коли вода, яка оточувала острівний Лучеськ, перестала затоплювати цю ділянку. Всередині XIII століття вона згоріла, ймовірно, внаслідок монголо-татарської навали. В наступні століття місто розвивалося і ділянка забудовувалася новими спорудами. Імовірно, в XIII столітті у південній частині ділянки був зведений Троїцький православний храм.

### Головна вулиця Магдебурзького міста

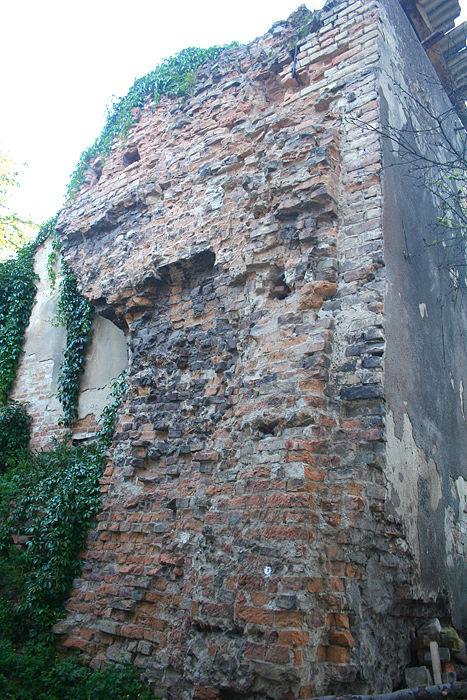
Залишки першого домініканського пріорату

Всередині XIV століття поруч із Верхнім був збудований Окольний замок, навколо якого вирили оборонний рів із водою.
Суспільні трансформації призвели до появи власне міського населення, яке не залежало від замків. Воно було витіснене з Окольного замку на власне місто. Отож, однією з перших вулиць міської території, згодом регульованої Маґдебурзьким правом, була середня частина теперішньої вулиці Драгоманова. Вона пролягала уздовж рову край Окольного замку на найвищій ділянці міського пагорба. Наприкінці XIV століття біля Троїцького храму був збудований домініканський оборонний комплекс.
Вулиця була розділена на дві частини: перша, яка називалася Троїцька, ішла від Троїцького і домініканського храмів до В'їзної башти Окольного замку, а друга, з назвою Ринкова, продовжувалася далі від В'їзної вежі Окольника через майдан Ринок до річки Глушець. Із Окольного замку виходила вулиця Замкова[джерело не вказане 3047 днів], тож саме вона ділила напрям на дві вулиці. Деякі дослідники припускають, що поруч із домініканським комплексом розташовувався палац Вітовта, у якому частково проходив з'їзд європейських монархів 1427 року.

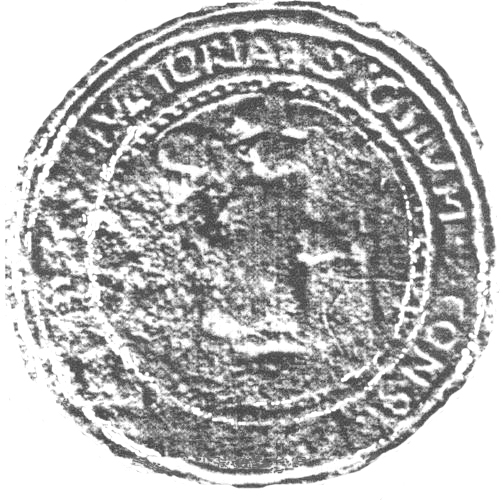
Міська печатка XVI-XVII ст.

Вулиця Троїцька біля домініканського пріорату виходила до річки Стир. Це був один із двох головних входів до луцького середмістя. Тут розташовувалася дерев'яна Стирова (Троїцька) вежа. За нею був невеликий міст. Десь у цьому ж районі починався інший міст — Великий Луцький (земський) міст загальноволинського значення, який слугував основною переправою через річку Стир на захід і з'єднував Луцьк із Володимиром. Він мав 165 городень і стояв на стовпах, тягнучись 700 м по заболоченій території. На протилежному кінці вулиці, який впирався у вулицю Замкову біля В'їзної вежі Окольника, був ще один міст, який з'єднував замок із міською територією. Саме тут біля мосту, на перетині Замкової, Троїцької та Ринкової, знаходився головний міський храм — Святого Миколи, який міг бути збудований ще у XIV столітті, коли сформувалося міське населення як таке. Святий Миколай був патроном ремісників та купців. Його образ був зображений на печатці міського уряду Луцька. Також Святий Миколай вважався покровителем та захисником міста.

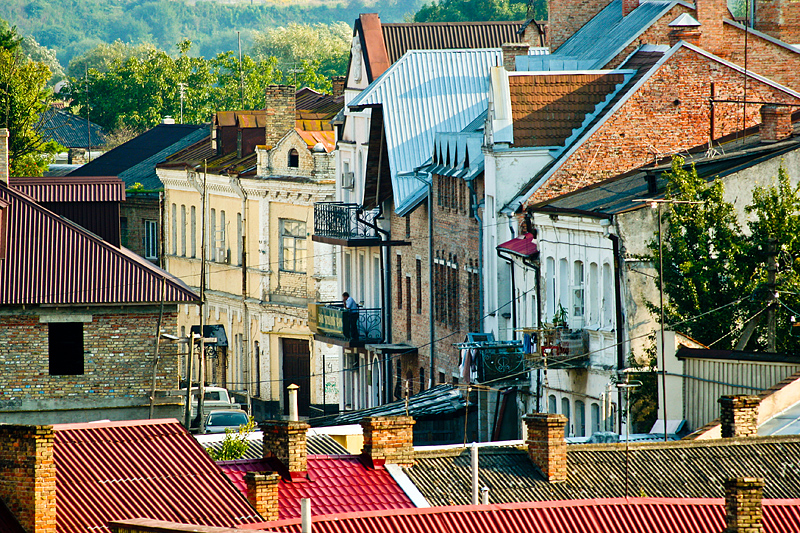
Тісна забудова вулиці (2011)

Від Миколаївського храму до Глушецької брами з мостом ішла вулиця Ринкова через майдан Ринок. Це був престижний район, де могли собі дозволити проживання тільки багаті міщани. Це була тісна густо забудована вулиця. На ній поруч з Ринком розташовувався дерев'яний храм Івана Хрестителя, збудований на зламі XIII-XIV століть. Це був один із трьох-чотирьох храмів (поряд із Покровським, Лазарівським та Якубським), які стояли на кутах Ринку. Існує припущення, що цей храм був цеховим для шевців, адже поряд із ним розташовувався шевський район Луцька.
Вулиці Троїцька та Ринкова були першими вулицями, на яких з'явилися кам'яні будинки міста. Забудова була суцільною без проміжків між будинками. Елементи такої густини збереглися. Перші кам'яниці тут зводилися у XV столітті. Їхні фундаменти у вигляді двоповерхових підвалів для складання товару та господарських предметів збереглися і досліджені фахівцями. Деякі кам'яниці пізнішої побудови на цих фундаментах зберегли і свою наземну частину.

### Головна вулиця епохи Королівства
В XVI столітті і надалі вулиці Троїцька та Ринкова продовжували відігравати роль головних. Вони і надалі з'єднували обидві переправи з воротами та мостами. Однак, як припускають деякі дослідники, після 1588 року з певних причин Великий Луцький міст занепав, а згодом і зовсім зник. На зламі XVI-XVII століть на обох вулицях відбулися певні зміни. У 1584 році церкви Івана Хрестителя вже не було — вона загинула від вогню і не була відбудована. А в 1617 році внаслідок татарського набігу згорів і Миколаївський храм. Пізніше міщанин Роман Тропка орендував погост церкви. Руїни давнього храму він розібрав на матеріал, із якого збудував корчму та господарські будівлі. Він також розкопував церковні гробниці, викидаючи давні поховання на міський вал. Це викликало протести міщан. Луцький підкоморій Григорій Четвертинський подав судовий протест. 1639 року погост Миколаївського храму перейшов у власність кафедральної капітули. На цьому місці за фундації каноніка луцького Балтазара Тишки був збудований костел Марії Магдалини із монастирем ордену боніфратів.

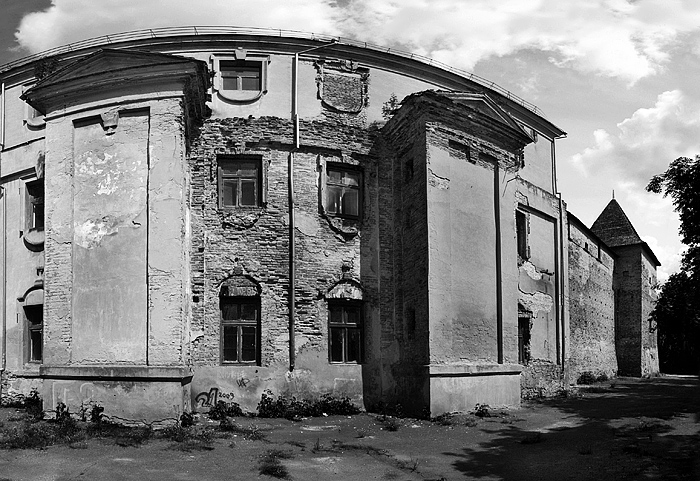
Вежа Чарторийських та західна стіна єзуїтського колегіуму. Вигляд від вулиці Драгоманова

На початку XVII століття над центральною частиною вулиці Троїцької на трасі оборонної стіни Окольного замку почав будуватися костел, а згодом і колегіум єзуїтів. Єпископи Павло Волуцький, Мартин Шишковський, шляхта та король Сигізмунд ІІІ Ваза посприяли цьому. Комплекс був збудований так, що його західна стіна постала на місці частини стіни Окольника. Ця стіна костелу також була оборонною. Таким чином ані оборонного значення, ані структури міської забудови, зокрема вулиці Троїцької, порушено не було. Рів із водою, як і раніше, розділяв вулицю від замку.
1 листопада 1622 року священник Троїцької церкви Лука Явнінський отримав дозвіл на побудову нового будинку на церковній землі. Таким чином, на Троїцькій був збудований ще один церковний будинок. Наприкінці XVII століття на Троїцькій вулиці розташовувався будинок першої луцької пошти. Неподалік погосту Миколаївського храму знаходився міський арсенал. Православний храм Святої Трійці на Троїцькій існував ще майже століття. Останні відомості про його діяльність стосуються 1710 року. Згодом погост церкви був відданий домініканському монастирю.

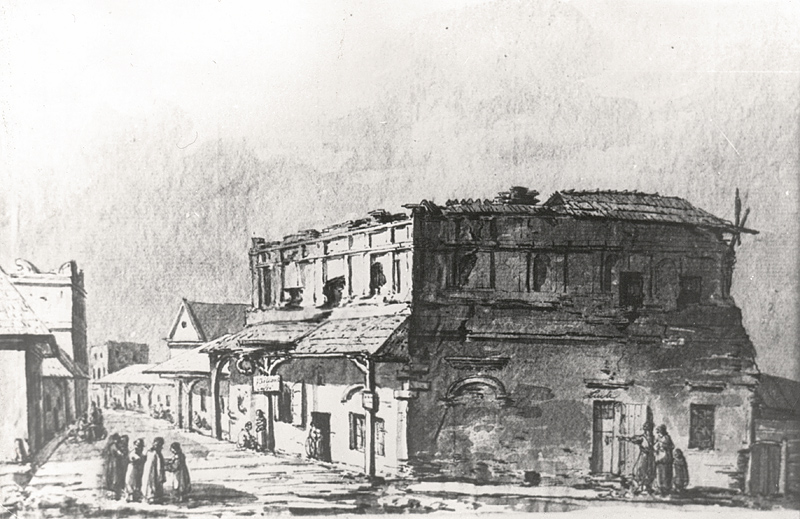
Вулиця Ринкова у 1797. Малюнок Казимира Войняковського

За люстрацією замків 1765 року рів навколо Окольника вже був частково засипаний. У 1781 році сталася велика пожежа Луцька, яка внесла суттєві корективи в архітектурні домінанти Троїцької та Ринкової вулиць. Перш за все, із південного боку Троїцької згорів домініканський оборонний комплекс. Однак шляхтич Лаврентій Радецький надав пожертву у розмірі 100 000 злотих, чого було достатньо, щоб монастир і костел були збудовані заново. Що й відбулося. До 1795 року новий комплекс був збудований у стилі класицизму на місці колишньої Троїцької церкви. На протилежній стороні вулиці згорів Окольний замок. Його мури почали розбирати, залишаючи найміцніші фрагменти. Боніфратський монастир із костелом Марії Магдалини також згорів. Ратуша, яка вивищувалася над Ринковою вулицею, згоріла і не була відновленою.
Наприкінці 1790-х років місто відвідав художник Казимир Войняковський. У 1797 році він намалював акварельний вигляд вулиці. Згідно з дослідженнями точка зору художника була направлена вздовж вулиці Ринкової. Казимир зобразив й інші вигляди тогочасного Луцька. Наприкінці століття напроти погосту боніфратського монастиря (Миколаївського храму) на засипаному рові біля колишнього Окольника почала будуватися двоповерхова кам'яниця, збережена досі.

### Вікторіанська доба

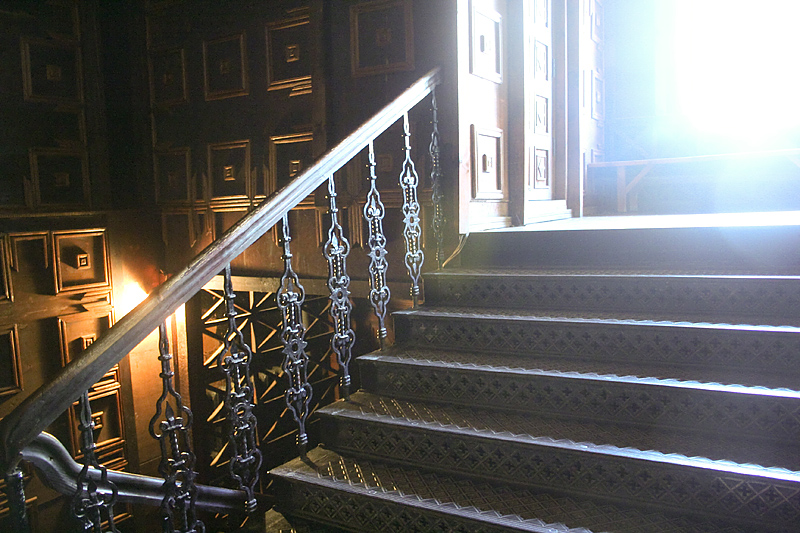
Під'їзд старого будинку на вулиці

З 1795 року, після Третього поділу Польщі, Волинь уже перебувала у складі Російської імперії. З початку XIX століття вулиця Троїцька була перейменована на Домініканську. У 1812 році на Домініканській розміщувався штаб російської армії під командуванням Багратіона. У 1845 році сталася ще одна велика пожежа Луцька. Однак вона не знищила забудову вулиці. Домініканський шпиль і далі височів над містом, відіграючи роль архітектурної домінанти луцької Старівки. Пошкоджені пожежею кам'яниці згодом були відремонтовані. А серед таких — кам'яниця на майдані Ринок, яку відремонтував пан Адам Злоцький. Він розмістив там аптеку, яка діє і досі.
У цей час у Європі та Новому Світі панував вікторіанський стиль, якому притаманне захоплення легендами, прихильність до пишності і романтичних прикрас. Тож саме у цьому столітті з'являється багато малюнків та гравюр, присвячених історії міста, його пам'яткам. Так само, як і відбувся спалах досліджень та охорони. Тож більшою чи меншою мірою вулиці Домініканської, окрім Войняковського, стосувалися малюнки Наполеона Орди, Миколи Кулеши, Яна Конопацького та інших невідомих авторів, які робили гравюри із загальним краєвидом старої частини міста. Робота Миколи Кулеши 1852 року показує високий шпиль домініканського костелу над містом. Натомість акварель Наполеона Орди 1870-х років зображає південну частину Домініканської із костелом та монастирем, а також залишками якихось давніх оборонних споруд.
Наприкінці століття у тій кам'яниці, яка зводилася після пожежі на місці рову, проживала сім'я Косачів із Лесею Українкою. А через дорогу був збудований чеський Гостинний Двір. Також були зведені деякі інші будівлі у цегляному стилі. Наприкінці століття на Ринковій розташовувався готель «Одеський».

### XX століття

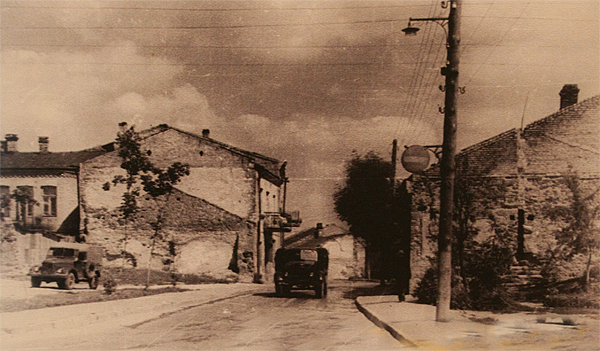
Світлини 1950-тих років

На початку століття вулиця Домініканська була перейменована на Поштову. Під час австрійської окупації Луцька за Першої світової на Поштовій знаходився штаб IV австрійської армії. Згодом у 1916—1928 роках на вулиці розташовувався луцький магістрат. Чеський Гостинний двір належав родині Прайзлерів. Там діяли дві крамниці, ресторан, готель. Це було місце щонедільних зібрань чехів Волині. Популярними були в ресторані музиканти-караїми. На вулиці був невеликий сквер, а сама вона була однією із найбільш впорядкованих. Вночі світилися дугові ліхтарі. У 1920 році Поштову і Ринкову об'єднали в єдину Домініканську вулицю. Під час Другої світової війни початок вулиці розташовувався в рамках одного із трьох луцьких єврейських гетто. В місті було знищено близько 17 тисяч євреїв у 1942 році. Після анексії Волині до СРСР назву знову змінили. Цього разу на Карла Лібкнехта. З цього часу давній майдан Ринок перестав функціонувати як ринок. На місці колишньої ратуші у 1950-х роках збудували автобусну станцію. Потім її перемістили в інше місце. Після 1991 року під час зміни міських топонімів вулиці не повернули колишньої історичної назви. Натомість перейменували на честь Михайла Драгоманова. Ця назва зберігається й досі.

## Сьогодення

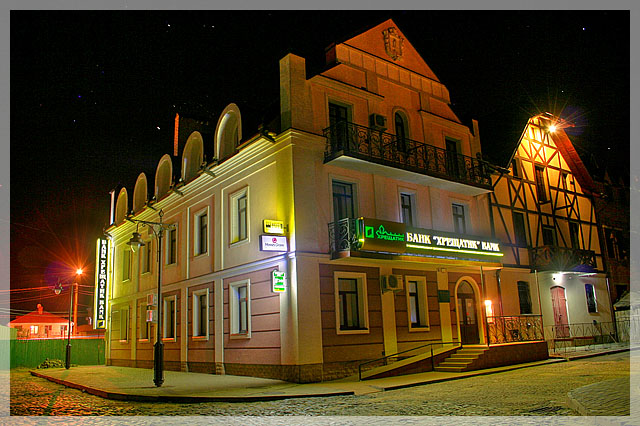
На перетині з вул. Кафедральною

Станом на 2011 рік деякі кам'яниці вулиці реставровано. Вона забудована майже виключно пам'ятками архітектури. На ній розташована аптека-музей Злоцького, дирекція історико-культурного заповідника «Старий Луцьк» в будинку Лесі, виставка скульптур Миколи Голованя, Чеський двір Прайзлерів, залишки готичного домініканського монастиря та новий домініканський комплекс, який тепер є пам'яткою архітектури національного значення, а також інші старовинні будівлі різних часів. З вулиці відкривається вигляд на залишки Окольного замку та вежу Чарторийських зі стіною орнаментної готичної кладки початку XVI століття. У містобудівному аспекті вулиця Драгоманова виконує роль однієї з двох осей південь-північ заповідника. Драгоманова починається від вулиці Данила Галицького, проходить Ринковим майданом, перетинає Кафедральну і закінчується біля річки. Ну вулиці встановлено меморіальну дошку Данилу Братковському.
9 січня 2020 року в будинку №11 на вулиці Драгоманова відкрили кафе «Старе місто», офіціантами в якому працюють двоє хлопців із синдромом Дауна.

### Будинки
| Номер | Опис | Вигляд |
| ----- | --- | ------ |
| 2     | Кам'яниця XVI—XVIII століття. Належала домініканцям. Має контрфорси північної стіни. Підвали сполучалися із забудовою вулиці Данила Галицького. Зараз будинок житловий |        |
| 4     | Кам'яниця XVI—XVIII століття, що належала боніфратам. Має триярусні підземелля. Збереглося оригінальне планування першого поверху та наскрізний під'їзд у двір з двома майже квадратними кімнатами вздовж нього та хрещатими й циліндричними склепіннями. Всередині XIX століття над вікнами ще зберігалися сандрики. Зараз будинок житловий. |        |
| 7     | Ринкова кам'яниця XVI—XVII століття. Зараз використовується як крамниця. |        |
| 11    | Довга кам'яниця, збудована наприкінці XVIII століття. Розділяється на три частини. Північна — аптека-музей Злоцьких. Як аптека використовується після 1845 року. Має двоярусні підземелля. |        |
| 23    | Будинок, збудований на зламі XVIII-XIX століть. Тут проживала сім'я Косачів. Збережений під'їзд у вікторіанському стилі та оригінальний внутрішній дворик. Зараз приміщення займає музейна експозиція «Лесина вітальня» та дирекція історико-культурного заповідника.                                                                         |        |
| —     | Чеський Гостинний двір побудови кінця XIX століття. Його адреса — Кафедральна, 4. |        |
| 26    | Домініканський монастир. |        |
| 27    | Житловий будинок кінця XIX століття у цегляному стилі. |        |

## Світлини

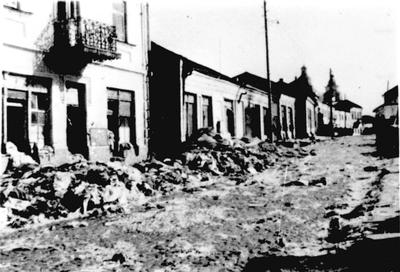
Гетто у 1942 році
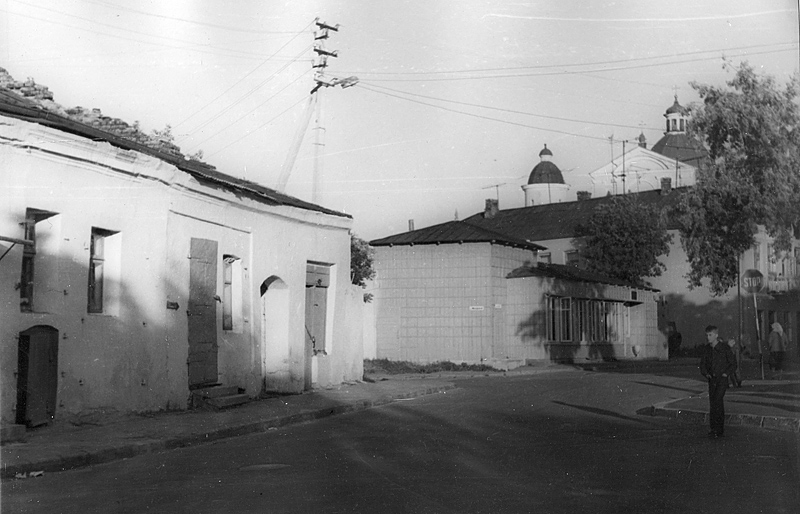
У радянський період
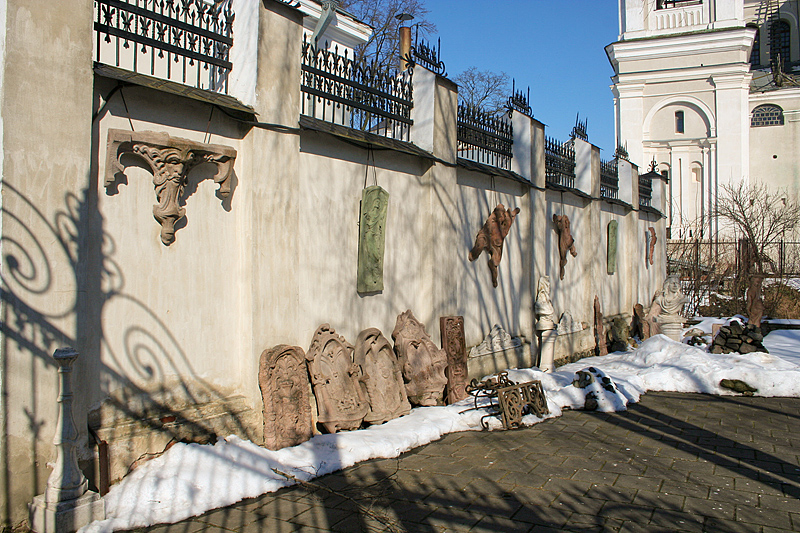
Постійна виставка скульптора Миколи Голованя
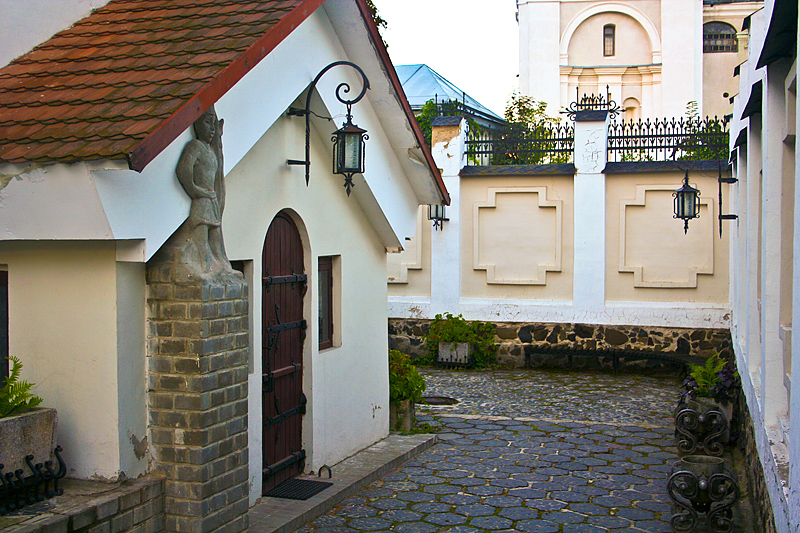
Дворик одного з будинків
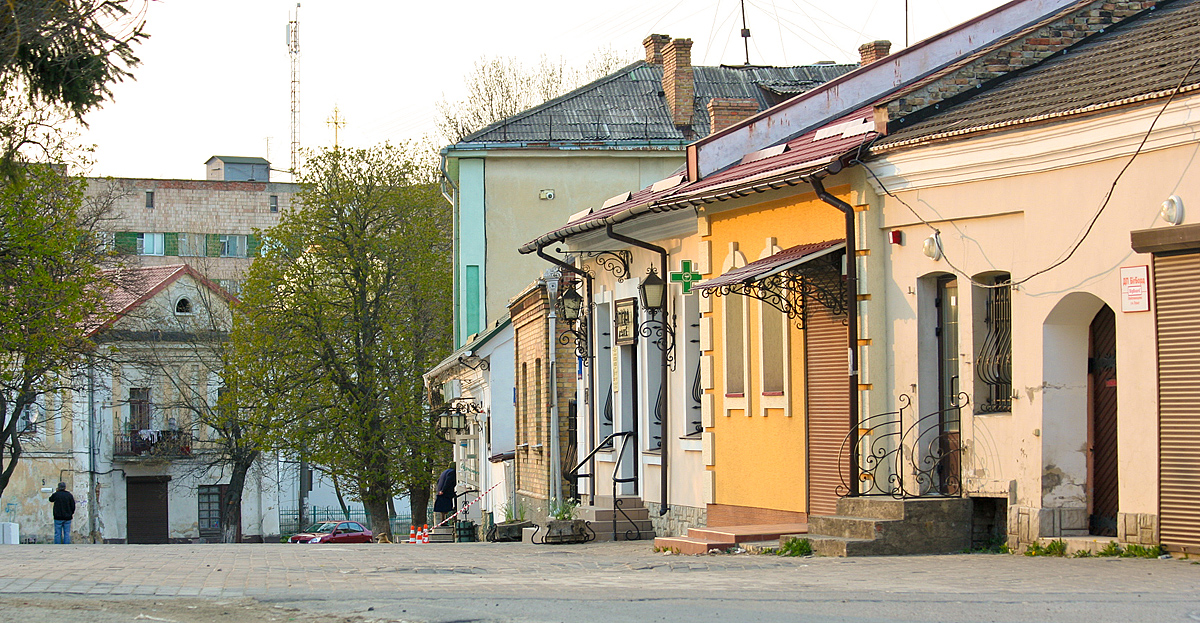
Драгоманова починається від комплексу Братства

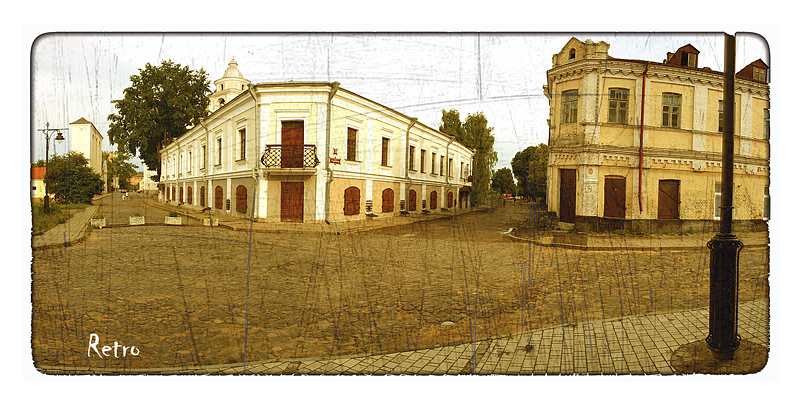
Перетин Драгоманова і Кафедральної. Тут був Миколаївський храм, а потім Магдалинівський костел боніфратів
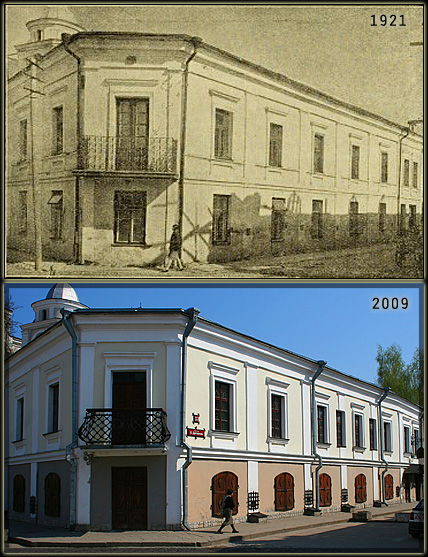
Порівняння 1921-2009 р.р.
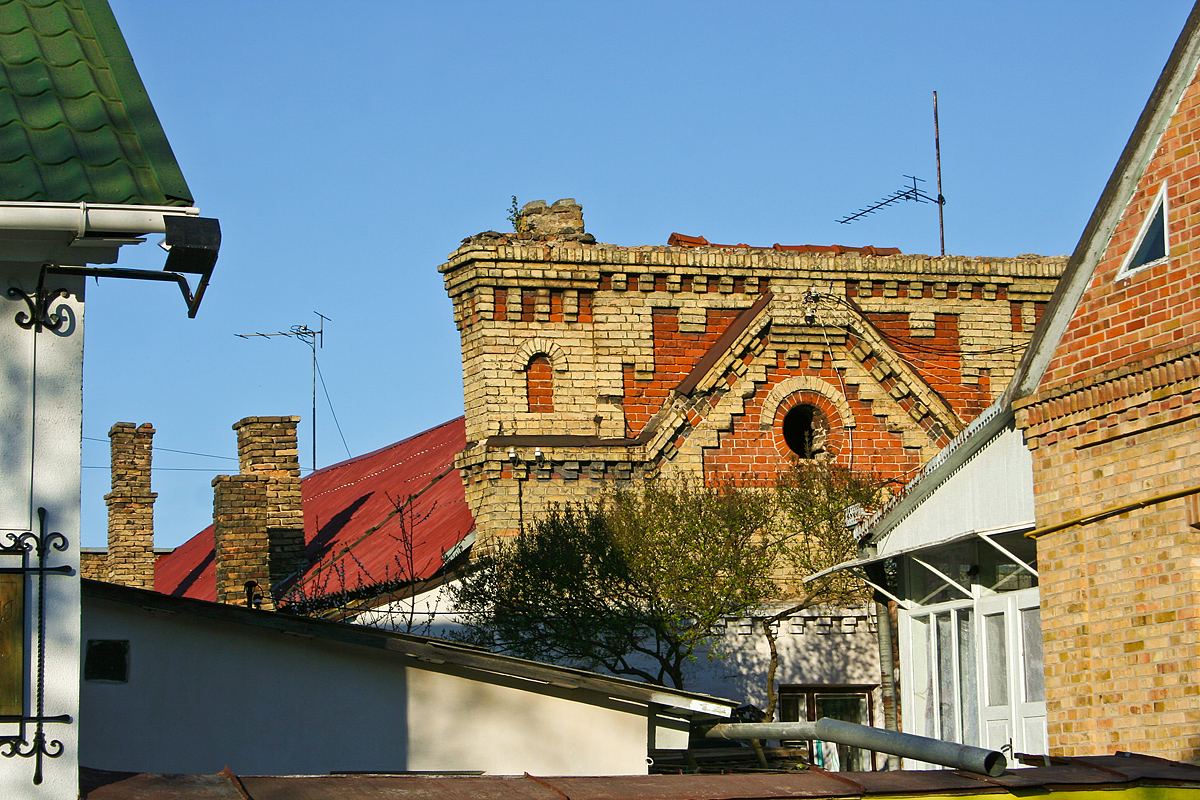
У гущавині забудови (вул. Братковського, 4)

## Додатково
Опис храмів, які існували (існують) у районі вулиці.
| Номер | Назва                                         |  | Дата існування                     | Короткі відомості |
| 1     | Івана Хрестителя                              |  | XIII століття — 1584               | Цеховий храм луцьких шевців. За керамічним матеріалом, знайденим під час розкопів церкви, вдалося продатувати споруду з дзвіницею XIII—XIV століттями. Підвалини церкви розташовані на глибині 5 м від сучасної поверхні. Поряд із храмом на глибині 6-7 м досліджено 19 поховань приходського цвинтаря. Згідно з документами в 1584 році храму вже не існувало. Інвентар 1607 року вказує, що дана церква стояла на міському Ринку. |
| 2     | Святого Лазаря                                |  | ? — початок XVII століття          | Відомостей дуже мало. Знаходилася у нижній частині Ринку біля Глушецького мосту. Поряд церкви розміщувався відомий у документах XVI—XVII століть Руський шпиталь. На початку XVII століття він згорів. Місце було передане Луцькому братству, яке згодом спорудило тут свій комплекс. |
| 3     | Воздвиження Чесного Христа (братська)         |  | Початок XVII століття — досі існує | Див. основну статтю. Збудована на місці Лазарівської церкви і Руського шпиталю. В певні періоди переходила до унії. Після пожеж 1761 та 1803 років храм майже повністю перетворився в руїну, окрім центральної абсиди, яка і збереглася до наших днів. Формально до вулиці Драгоманова не належить, але географічно вулиця впирається в комплекс. |
| 4     | Святого Миколи                                |  | XIV століття — 1617                | Головний храм луцького міщанства. Один із найстаріших на території міста. Розташовувався неподалік входу в Окольний замок. Поряд з церквою, імовірно, був невеликий монастир. Храм був багатим, проте в часи унії занепадав. Під час набігу татар у 1617 році згорів. У 1639 році погост перейшов у власність луцької капітули. |
| 5     | Марії Магдалини                               |  | 1640-ві — кінець XVIII століття    | Див. основну статтю.. Костел і монастир ордену боніфратів були збудовані після 1639 року на погості Миколаївського храму. Монастир мав ґрунти неподалік цегельні над Стиром за Луцьком. Монахи опікувалися хворими у шпиталі. Комплекс боніфратів згорів під час пожежі 1781 року. |
| 6     | Святої Трійці                                 |  | ХІІІ століття (?) — 1710           | Можливо, церква збудована ще в XIII столітті. Проте перші документальні відомості походять із 1552 року. Храм був багатим, мав старовинні Євангелія, кілька дзвонів, багато церковного начиння. В унійну боротьбу не вступав. Храм стояв між латинським і єврейським кварталами. Після 1710 року занепав, погост був переданий домініканцям. |
| 7     | Вознесіння Богородиці, Внебовзяття Богородиці |  | 1390-ті — 1847 (1850), досі існує  | Див. основну статтю. У 1390-х роках був збудований оборонний монастирський комплекс луцького конвенту домініканців. Титулатура храму з певної причини змінювалася протягом століть. Монастир був значним осередком католицького життя Волині. Відігравав загальнопровінційне значення Польської провінції. У XIX столітті став столицею Руської провінції. Тут була коронована ікона. В монастирі жив Кароль Франко — непроголошений святий. Тут сформувалася школа університетського рівня. Після касації осідку російською владою всередині XIX століття костел був розібраний, а монастир упродовж наступних століть використовувався по-різному. Сьогодні монастир домініканців є пам'яткою архітектури національного значення. Тут розміщена Волинська духовна семінарія УПЦ МП. |